# Émilie Deleuze
Pour les articles homonymes, voir Deleuze.
Émilie Deleuze est une réalisatrice française née le 7 mai 1964 à Nogent-sur-Marne (Val-de-Marne).

## Biographie

### Origines et formation
Marie Émilie Deleuze naît le 7 mai 1964 à Nogent-sur-Marne, du philosophe Gilles Deleuze et de son épouse Denise Grandjouan.
Elle apprend la pratique du cinéma comme assistante réalisatrice sur les films de fin d'études des étudiants de l'Institut des hautes études cinématographiques (IDHEC). Elle intègre ensuite La Fémis (promotion 1990), où elle cherche à se former avant tout par la pratique et les tournages de courts métrages. Elle y découvre que l'écriture des scénarios « n'est pas son fort » et pense qu'il lui faudra écrire en collaboration ses futurs films.

### Carrière
C'est après avoir vu son court métrage Jusqu'à demain que Chantal Poupaud la choisit pour réaliser L'Incruste, un téléfilm  de la série Tous les garçons et les filles de leur âge.
Elle est lauréate du prix FIPRESCI du Festival de Cannes en 1999 pour son film Peau neuve.
En 2001, elle est membre du jury du festival international du film de Locarno.

### Engagement
Elle est membre du collectif 50/50 qui a pour but de promouvoir l’égalité des femmes et des hommes et la diversité dans le cinéma et l’audiovisuel,.

## Filmographie sélective

### Cinéma
- 1999 : Peau neuve avec Samuel Le Bihan, Marcial Di Fonzo Bo et Claire Nebout
- 2000 : Lettre à Abou, court-métrage (5 min 37 s) avec Alexandre Moulo et Claudia Tagbo
- 2003 : Mister V. avec Mathieu Demy, Aure Atika et Patrick Catalifo
- 2016 : Jamais contente
- 2023 : Cinq Hectares

### Télévision
- 1994 : L'Incruste, téléfilm réalisé pour Arte dans la collection Tous les garçons et les filles de leur âge, avec Benoît Magimel, Claire Keim, Marcel Bozonnet
- 2009 : À deux c'est plus facile avec Michel Galabru
- 2013 : Tout est permis avec Marcial Di Fonzo Bo

## Distinctions
- 1999 : Festival de Cannes : sélection dans la section Un certain regard et prix FIPRESCI pour Peau neuve
- 2003 : Festival international du film de Saint-Jean-de-Luz : prix du meilleur réalisateur pour Mister V.
- 2014 : Festival TV de Luchon : prix du meilleur scénario, coécrit avec Laurent Guyot, pour Tout est permis[7]
- 2016 : Festival de Berlin : Crystal Bear - mention spéciale pour Jamais contente[8]
- 2016 : European Film Awards : « Young Audience Award » pour Jamais contente[8]

### Radio
Le 2 décembre 1999, dans Surpris par la nuit, France Culture lui consacre une émission produite par Catherine Soullard.